# سیارک ۱۰۶۰۷
سیارک ۱۰۶۰۷ (به انگلیسی: 10607 Amandahatton، نامگذاری:1996VQ6) ده هزار و ششصد و هفتمین سیارک کشف شده‌است که در ۱۳ نوامبر ۱۹۹۶ کشف شد.
قدر مطلق سیارک برابر ۱۳٫۲۰ است.